# Emtéčko
Emtéčko je český virtuální operátor fungující v síti GSM firmy O2 a provozovaný firmou Moraviatel. Byl spuštěn dne 7. července 2014 jakožto šestý virtuální operátor na síti O2. 1. dubna 2017 nabídlo Emtéčko jako první virtuální operátor v síti O2 data LTE.